# Серафим Фанарски
Свети Новомъченик Серафим е източноправославен светец, новомъченик.
Роден е в Пезула около средата на XVI век от в семейството на Софроний и Мария. Свети Серафим е първият от осемте свети новомъченици на Тесалия. От ранна възраст се отличава с вяра в Църквата. Показал монашеските си наклонности, поради което приел схима отрано в манастир „Богородица от студения извор“, известен днес като „Корона“.
В манастира е ръкоположен за презвитер в ранна възраст, като по-късно поема ролята на игумен. Още по-късно, но все още млад, той е архиепископ на Фанари и Неохори.[необходимо е уточнение] Като духовен пастир се ангажира с проповеди и обиколки в Аграфа.
През 1601 г. избухва въстание в Епир, което обхваща и планинския район на Аграфа. Заради действията си, както като игумен, така и като епископ, той си навлича омразата на местните аги, които обвиняват Свети Серафим в съучастие с въстаниците и връзки с предводителя им Дионисий Философ. Изправен пред шариатски съд, той отказва публично да се отрече от вярата си и Христос, за да му се снеме обвинението в предателство, поради което е осъден на смърт чрез обезглавяване. Преди изпълнението на смъртната присъда е подложен на ужасни мъчения и изтезания. В крайна сметка е одран жив пред Светата църква „Свети Серафим“ във Фанари на 4 декември 1601 г.[необходимо е уточнение] 
Паметта му се отбелязва на 4 декември, а мощите му се съхраняват в манастира „Корона“.
Свети Серафим е приеман за покровител на Тесалийската митрополия.[необходимо е уточнение]